# Pomezeu
Pomezeu is een Roemeense gemeente in het district Bihor.
Pomezeu telt 3176 inwoners.